# Геци, Эрика
Э́рика Ге́ци (венг. Géczi Erika; 10 марта 1959, Будапешт) — венгерская гребчиха-байдарочница, выступала за сборную Венгрии на всём протяжении 1980-х годов. Серебряная призёрша летних Олимпийских игр в Сеуле, чемпионка мира, обладательница бронзовых медалей международного турнира «Дружба-84», многократная победительница регат национального значения. Также известна как певица и гитаристка.

## Биография
Эрика Геци родилась 10 марта 1959 года в Будапеште. Активно заниматься греблей начала в возрасте пятнадцати лет, проходила подготовку в столичном спортивном клубе BSE.
Первого серьёзного успеха на взрослом уровне добилась в 1981 году, когда выиграла национальный чемпионат и, попав в основной состав венгерской национальной сборной, побывала на чемпионате мира в английском Ноттингеме, где, тем не менее, попасть в число призёров не смогла. Год спустя выступила на мировом первенстве в югославском Белграде, откуда привезла награды серебряного и бронзового достоинства, выигранные на дистанции 500 метров в зачёте двухместных и четырёхместных байдарок соответственно. Ещё через год на мировом первенстве в финском Тампере получила серебряную медаль в полукилометровой гонке двоек.
Как член сборной в 1984 году должна была участвовать в Олимпийских играх в Лос-Анджелесе, однако страны социалистического лагеря по политическим причинам бойкотировали эти соревнования, и вместо этого она выступила на альтернативном турнире «Дружба-84» в Восточном Берлине, где тоже имела успех, в частности вместе с партнёршами по команде Ритой Кёбан, Эвой Ракус и Каталин Поважан выиграла бронзовые медали среди двоек и среди четвёрок на дистанции 500 метров.
В 1985 году Геци выступила на чемпионате мира в бельгийском Мехелене и стала там бронзовой призёршей среди четвёрок. В следующем сезоне на мировом первенстве в канадском Монреале в той де дисциплине обогнала всех своих соперниц и тем самым завоевала золото. Пыталась защитить чемпионское звание на аналогичных соревнованиях в немецком Дуйсбурге, но на сей раз вынуждена была довольствоваться серебром, в финале их экипаж уступил экипажу из ГДР. Благодаря череде удачных выступлений удостоилась права защищать честь страны на летних Олимпийских играх 1988 года в Сеуле — совместно с тремя другими партнёршами прошла в финальную стадию турнира, в решающем заезде четвёрок была близка к победе, однако вновь проиграла команде Восточной Германии.
После завершения карьеры спортсменки в период 1989—2000 работала тренером по гребле на байдарках и каноэ в разных венгерских спортивных клубах. Также известна в Венгрии как певица, автор музыки в стиле фолк-рок: выпустила несколько сольных музыкальных альбомов, неоднократно выступала с концертами, имеет награды и премии в области музыкальной индустрии.